# Tantek Çelik
Pour les articles homonymes, voir Çelik.
Tantek Çelik est le directeur technique de Technorati.
Très impliqué dans les microformats, par exemple XFN, il a participé à la version Macintosh du navigateur web Internet Explorer alors qu'il travaillait pour Microsoft (1997-2004).
Il travaille depuis mai 2010 avec Mozilla pour améliorer le navigateur Firefox.